# Jussy, Genève

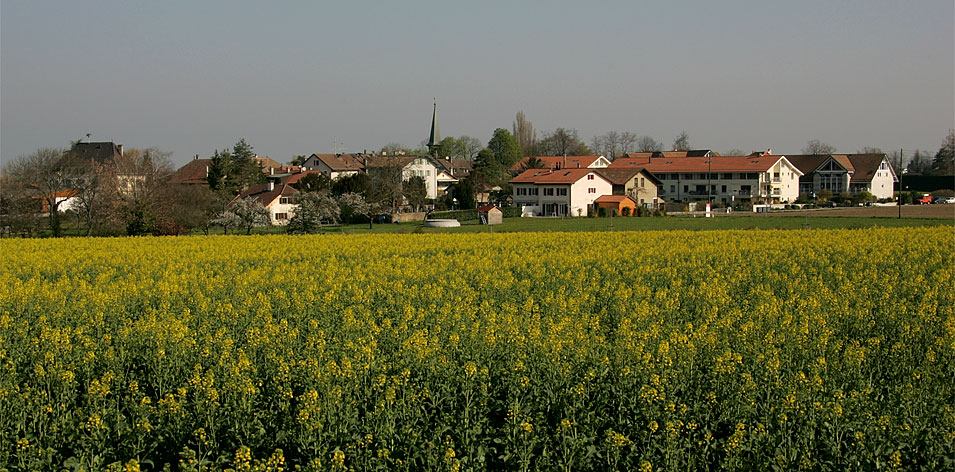
Jussy

Jussy là một đô thị of the bang Genève, Thụy Sĩ. Lâu đài Crest nằm ở đô thị này.
Đỉnh cao nhất bang Geneva Les Arales (516 m) nằm ở cực đông của đô thị, gần Monniaz.